# David R. Nagle

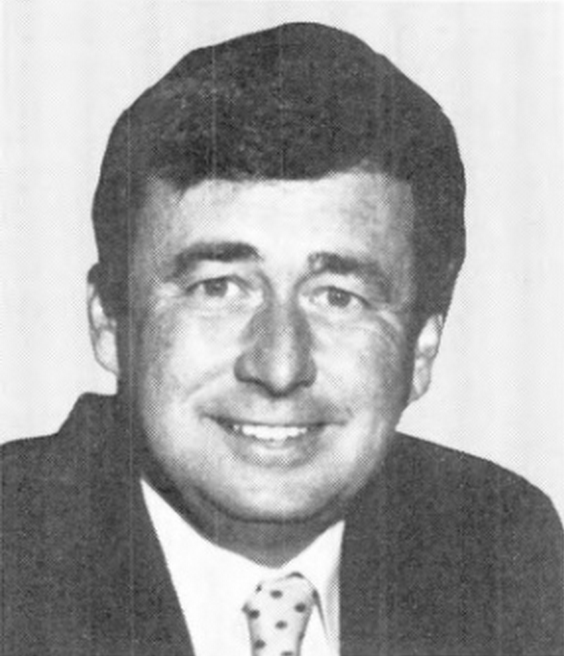
David R. Nagle

David Ray Nagle (* 15. April 1943 in Grinnell, Iowa) ist ein ehemaliger US-amerikanischer Politiker. Zwischen 1987 und 1993 vertrat er den Bundesstaat Iowa im US-Repräsentantenhaus.

## Werdegang
David Nagle studierte zwischen 1961 und 1965 an der University of Northern Iowa in Cedar Falls. Nach einem anschließenden Jurastudium an der University of Iowa in Iowa City und seiner im Jahr 1968 erfolgten Zulassung als Rechtsanwalt begann er in seinem neuen Beruf zu praktizieren. In den Jahren 1969 und 1970 war er stellvertretender Bezirksstaatsanwalt im Black Hawk County. Danach vertrat er von 1972 bis 1973 als Anwalt die Interessen der Stadt Evansdale. Von 1978 bis 1981 hielt er auch juristische Vorlesungen an der University of Northern Iowa.
Politisch wurde Nagle Mitglied der Demokratischen Partei. Bei den Kongresswahlen des Jahres 1986 wurde er im dritten Wahlbezirk von Iowa in das US-Repräsentantenhaus in Washington, D.C. gewählt. Dort trat er am 3. Januar 1987 die Nachfolge von T. Cooper Evans von der Republikanischen Partei an. Nagle war der erste Demokrat, der den dritten Distrikt von Iowa seit Albert C. Willford vertrat, der zwischen 1933 und 1935 amtierte. Nach zwei Wiederwahlen konnte er bis zum 3. Januar 1993 drei zusammenhängende Legislaturperioden im Kongress absolvieren. In diese Zeit fiel der Zweite Golfkrieg. Außerdem wurde im Jahr 1992 der 27. Verfassungszusatz verabschiedet, der das System der Diätenerhöhungen im Kongress reformierte.
1992 unterlag Nagle beim Wiederwahlversuch dem Republikaner Jim Nussle. 1994 und 2002 bewarb er sich jeweils erfolglos um eine Rückkehr ins Repräsentantenhaus. Heute arbeitet er als Rechtsanwalt in Cedar Springs.